# Nazionale maschile di hockey su prato del Belgio
La nazionale di hockey su prato del Belgio è la squadra di hockey su prato rappresentativa del Belgio ed è posta sotto la giurisdizione della Belgian Hockey Federation.

## Partecipazioni

### Mondiali
- 1971 – non partecipa
- 1973 - 8º posto
- 1975 – non partecipa
- 1978 – 14º posto
- 1982 – non partecipa
- 1986 – non partecipa
- 1990 – non partecipa
- 1994 – 11º posto
- 1998 – non partecipa
- 2002 – 14º posto
- 2006 – non partecipa
- 2010– non partecipa
- 2014– 5º posto
- 2018 – Campione

### Olimpiadi
- 1908 – non partecipa
- 1920 – 3º posto
- 1928 – 4º posto
- 1932 – non partecipa
- 1936 – 9º posto
- 1948 – 6º posto
- 1952 – 9º posto
- 1956 – 7º posto
- 1960 – 11º posto
- 1964 – Primo turno
- 1968 – 9º posto
- 1972 – 10º posto
- 1976 – 9º posto
- 1980 – non partecipa
- 1984 – non partecipa
- 1988 – non partecipa
- 1992 – non partecipa
- 1996 – non partecipa
- 2000 – non partecipa
- 2004 – non partecipa
- 2008 - 9º posto
- 2012 - 5º posto
- 2020 - Campione

### Champions Trophy
- 1978–2011 – non partecipa
- 2012 - 5º posto

### EuroHockey Nations Championship
- 1970 - 5º posto
- 1974 - 10º posto
- 1978 - non partecipa
- 1983 - 8º posto
- 1987 - 10º posto
- 1991 - 9º posto
- 1995 - 4º posto
- 1999 - 4º posto
- 2003 - 6º posto
- 2005 - 4º posto
- 2007 - 3º posto
- 2009 - 5º posto
- 2011 - 4º posto
- 2013 - 2º posto